# 20361 Romanishin
20361 Romanishin este un asteroid din centura principală de asteroizi.

## Descriere
20361 Romanishin este un asteroid din centura principală de asteroizi. A fost descoperit pe 1 mai 1998 la Stația Anderson Mesa în cadrul programului LONEOS. Asteroidul prezintă o orbită caracterizată de o semiaxă mare de 2,65 ua, o excentricitate de 0,16 și o înclinație de 14,3° în raport cu ecliptica.